# Душатин (Росія)
Душатин (рос. Душатин) — село на Стародубщині, у складі Овчинського сільського поселення Суразького району Брянської області, Росія.

## Історія
Село було засноване 1710 року Іваном Даровським, керуючим (господарем) гетьмана Івана Скоропадського. До ліквідації полкового устрою у 1782 році входило до складу Стародубського полку Гетьманщини.
З 1782 року — село у Новгород-Сіверському намісництві, з 1796 року — Малоросійській губернії, з 1802 року — Чернігівській губернії.
У 1853 році село Душатин отримало статус містечка.
Після адміністративної реформи 1861 року містечко Душатин — центр одноіменної волості у складі Суразького повіту Чернігівської губернії.

## Населення
| Роки      | 1767 | 1859 | 1892 | 1901 | 1917 | 1926 | 1979 | 1989 | 2002 | 2010 | 2012 |
| --------- | ---- | ---- | ---- | ---- | ---- | ---- | ---- | ---- | ---- | ---- | ---- |
| Населення | 938  | 1130 | 1791 | 2092 | 2022 | 1456 | 521  | 509  | 463  | 423  | 415  |

## Відомі уродженці
- Давид Марія Олександрівна (1901—1988) — українська радянська скульпторка, член Спілки радянських художників України.
- Іскрицький Дем'ян Олександрович (1803—1831) — декабрист, член Союзу благоденства та Північного товариства.
- Подлас Кузьма Петрович (1893—1942) — радянський воєначальник часів Другої світової війни, генерал-лейтенант.